# Mouzon (Ardenas)
Mouzon é uma comuna francesa na região administrativa de Grande Leste, no departamento das Ardenas. Estende-se por uma área de 34,43 km². Em 2010 a comuna tinha 2 306 habitantes (densidade: 67 hab./km²). Em 1 de janeiro de 2016, a antiga comuna de Amblimont foi fundida com Mouzon.